# Burzliwy błękit Joanny
Burzliwy błękit Joanny – album Martyny Jakubowicz z 2013 nagrany w hołdzie dla kanadyjskiej piosenkarki, kompozytorki i autorki tekstów Joni Mitchell. Album, podobnie jak Tylko Dylan z 2005, zawiera polskie interpretacje oryginalnych utworów. Teksty zostały przetłumaczone przez Andrzeja Jakubowicza, a płyta ukazała się dokładnie w 70. rocznicę urodzin Joni Mitchell.

## Lista utworów
1. „Złe sny” („Bad Dreams” z płyty Shine)
2. „Serce i głowa” („Woman of Heart and Mind” z płyty For the Roses)
3. „Błękitny hotelowy pokój” („Blue Motel Room” z płyty Hejira)
4. „Duża żółta taksówka” („Big Yellow Taxi” z płyty Ladies of the Canyon)
5. „Starsze dzieci tak jak ja” („Songs to Aging Children Come” z płyty Clouds)
6. „Burzliwy błękit” („Turbulent Indigo” z płyty Turbulent Indigo)
7. „Chcę tylko” („All I Want” z płyty Blue)
8. „U Chińczyka” („Chinese Cafe - Unchained Melody” z płyty Wild Things Run Fast)
9. „Rzeka” („River” z płyty Blue)
10. „Z obu stron” („Both Sides Now” z płyty Clouds)
11. „Kółko graniaste” („The Circle Game” z płyty Ladies of the Canyon)

## Muzycy
- Martyna Jakubowicz – śpiew
- Marcin Pospieszalski – gitara basowa
- Dariusz Bafeltowski – gitara akustyczna, gitara elektryczna
- Przemek Pacan – perkusja, instrumenty perkusyjne
- Roman Puchowski – gitara dobro, gitara akustyczna slide
- Jan Smoczyński – organy Hammonda, fortepian
- Mateusz Pospieszalski – saksofon sopranowy
- Katarzyna Kamer – wiolonczela, fidel płocka, gadułka bułgarska

- Aranżacje piosenek – Marcin Pospieszalski i wszyscy biorący udział w nagraniach

## Pozycje na listach
| Lista | Kraj   | Pozycja |
| ----- | ------ | ------- |
| OLiS  | Polska | 36      |